# Caramany
Caramany település Franciaországban, Pyrénées-Orientales megyében. Lakosainak száma 130 fő (2022. január 1.). Caramany Lansac, Rasiguères, Cassagnes, Bélesta, Montalba-le-Château, Trévillach, Trilla, Ansignan és Saint-Arnac községekkel határos.

## Földrajz

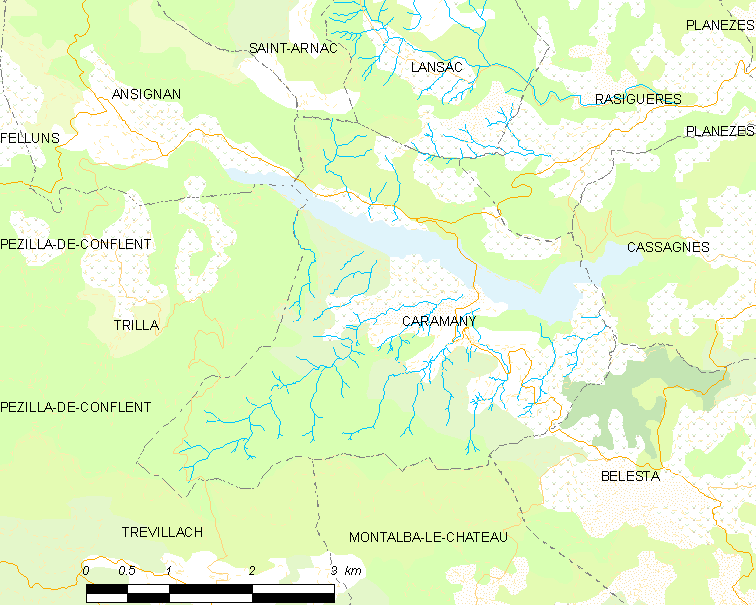
Caramany és környéke

## Népesség
A település népességének változása:
| Lakosok száma | 148  | 152  | 153  | 150  | 144  | 137  | 131  | 131  | 130  |
|               | 2013 | 2015 | 2016 | 2017 | 2018 | 2019 | 2020 | 2021 | 2022 |